# Gloria Morgan Vanderbilt
Gloria Morgan Vanderbilt (nacida como Maria Mercedes Morgan; 23 de agosto de 1904–13 de febrero de 1965) fue una socialité estadounidense. Fue madre de la diseñadora de moda y artista Gloria Vanderbilt y abuela materna del periodista de televisión Anderson Cooper. Fue una figura central en el caso Vanderbilt vs. Whitney, uno de los juicios por custodia más sensacionales del siglo 20.

## Primeros años

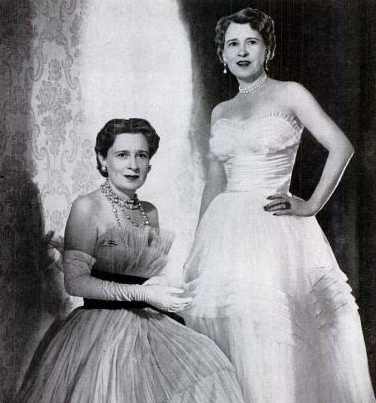
Gloria Morgan Vanderbilt (izquierda) con su gemela, Thelma, vizcondesa Furness, en 1955.

Nacida en el Grand Hotel National de Lucerna, Suiza como Maria Mercedes Morgan, era hija de Henry Hays Morgan, Sr. (1860–1933), diplomático estadounidense que fue cónsul general de Estados Unidos en Buenos Aires, Argentina, Berlín, Alemania, Ámsterdam, Países Bajos, La Habana, Cuba y Bruselas, Bélgica. Su madre fue su segunda esposa, Laura Delphine Kilpatrick (1877–1956); se casaron en 1894 y se divorciaron en 1927.
Su abuelo materno, Hugh Judson Kilpatrick (1836–1881), fue general del Ejército de la Unión durante la guerra civil estadounidense y ministro de Estados Unidos en Chile. Su abuela materna, Luisa Valdivieso Araoz, pertenecía a una acaudalada familia chilena que había emigrado de España en el siglo XVII.
Morgan, que adoptó el nombre de Gloria cuando era adolescente, tenía cinco hermanos:
- Laura Consuelo Morgan (17 de diciembre de 1901 – 26 de agosto de 1979), alias Tamar. Se casó con el conde Jean de Maupas du Juglart, el embajador Benjamin Thaw Jr. y Alfons B. Landa (née Alfonso Beaumont Howard Landa).[8]
- Thelma Morgan (1904–1970), su gemela idéntica. Se convirtió en amante de Eduardo, príncipe de Gales, y se casó con James Vail Converse y Marmaduke Furness, primer vizconde Furness.
- Harry Hays Morgan Jr. (1898–1983), que llegó a ser actor de cine. Estuvo casado con Ivor Elizabeth O'Connor, Edith Churchill Gordon y Sybil Robertina "Robin" Boyce Willys.
- Constance Morgan (1887–1892), media hermana, hija del primer matrimonio de su padre con Mary E. Edgerton.[9][10]
- Gladys Morgan (14 de septiembre de 1889 – 15 de agosto de 1958), otra media hermana del primer matrimonio de su padre; era conocida como Margaret y se casó con el teniente John W. Henderson en 1919 en Nueva York.[11]

Gloria Morgan fue educada por institutrices y en conventos de Europa y Nueva York, donde asistió al Escuela Convento del Sagrado Corazón (en el barrio de Manhattanville), a la Skerton Finishing School y a la Miss Nightingale's School. En octubre de 1921, con el permiso de su padre, Morgan y su hermana Thelma, ambas de 16 años, pusieron fin a sus estudios y se mudaron solas a un apartamento en el número 40 de la Quinta Avenida, una casa privada. Las hermanas tuvieron algunos papeles menores en el cine mudo, con los nombres de Gloria y Thelma Rochelle. Debutaron como extras en la película de Marion Davies de 1922 The Young Diana.
Conocidas como "The Magnificent Morgans", Gloria y Thelma Morgan eran muy populares en la sociedad, incluso cuando eran adolescentes. El fotógrafo británico Cecil Beaton las describió como "iguales como dos magnolias, y con sus tez marmórea, sus trenzas de cuervo y sus vestidos vaporosos, con sus leves ceceos y sus acentos extranjeros, difunden una atmósfera Ouida de elegancia de invernadero y feminidad de encaje. ... Sus narices son como begonias, con fosas nasales llenas, sus labios ricamente tallados, y deberían haber sido pintadas por Sargent, con cabezas arrogantes y manos afectadas, en satén blanco con un cuenco de peonías blancas cerca".

## Matrimonio y viudez
El 6 de marzo de 1923, en Nueva York, en casa de unos amigos, Gloria Morgan — que entonces tenía 18 años y había recibido el consentimiento legal de su padre para casarse — se convirtió en la segunda esposa de Reginald Claypoole Vanderbilt, de 42 años, heredero de la fortuna ferroviaria de los Vanderbilt.
El 20 de febrero de 1924, nació su única hija, Gloria Laura, en la ciudad de Nueva York.

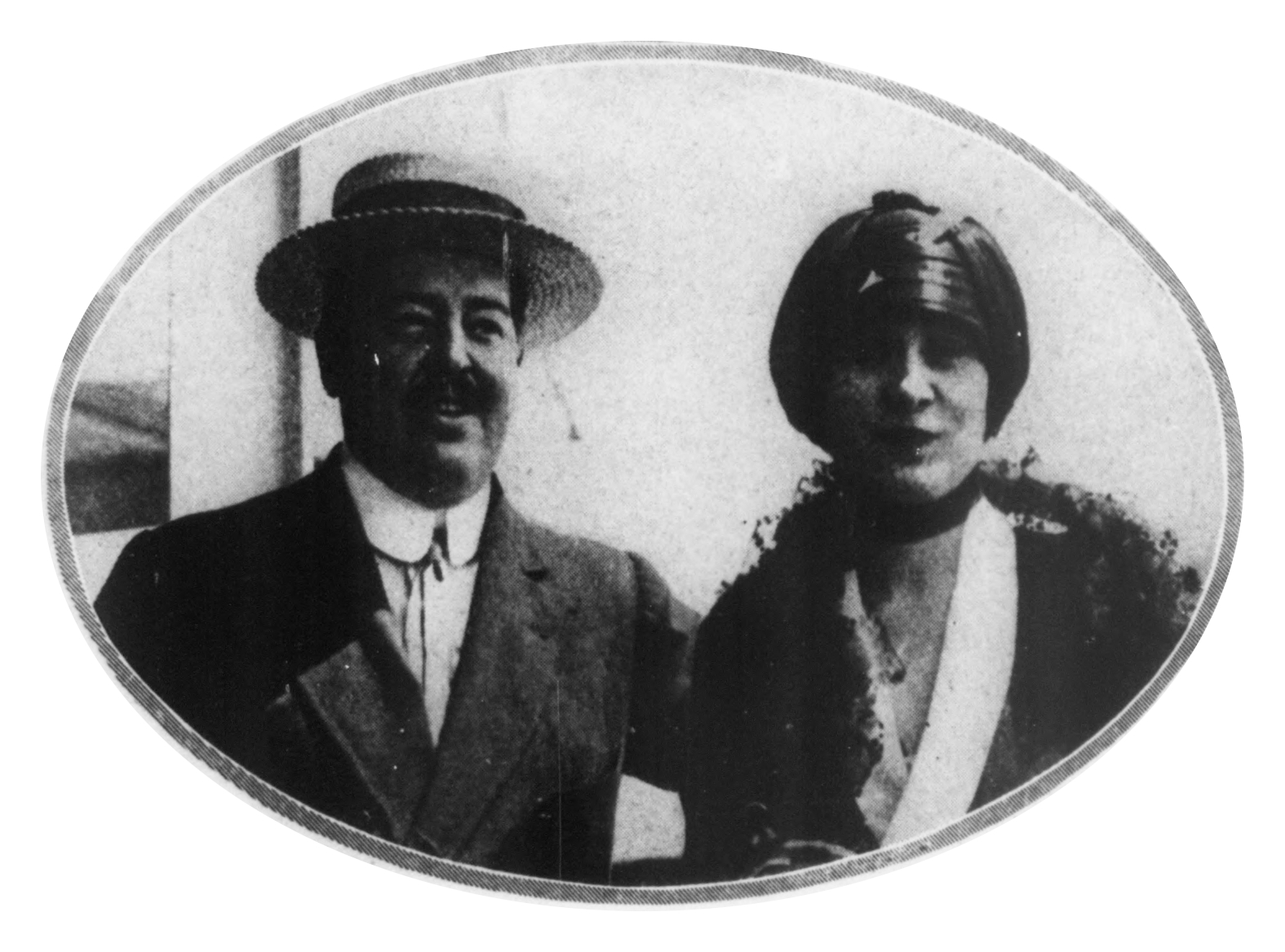
Los recién casados Vanderbilt regresan de su luna de miel europea

Reginald Vanderbilt murió el 4 de septiembre de 1925 de lo que se describió en las noticias como "una infección de garganta que le había causado hemorragias internas". Tras su muerte, su joven viuda se convirtió en la administradora de un fideicomiso de 2,5 millones de dólares dejado a su hija, Gloria, y pasó la mayor parte de los seis años siguientes viviendo en París, Biarritz y Londres, con su madre y su hijo y, a menudo, en compañía de sus hermanas y su hermano, todos ellos residentes en Francia e Inglaterra con sus respectivos cónyuges.
Sin embargo, las condiciones del testamento de Vanderbilt y la custodia de su hijo se complicaron por la creencia general de que su viuda no había alcanzado la mayoría de edad legal, lo que significaba que necesitaba un tutor. Gloria Morgan Vanderbilt creía que tenía 20 años, en lugar de 21, porque su madre había declarado durante mucho tiempo que el año de nacimiento de las gemelas era 1905 en lugar de 1904. La discrepancia se descubrió al examinar los pasaportes de la infancia de los gemelos Morgan y sus certificados de nacimiento durante el juicio por la custodia de los Vanderbilt en 1934. Sin embargo, no se dio ninguna razón para el cambio de los años de nacimiento. Como Gloria Morgan Vanderbilt escribió en sus memorias de 1936, Without Prejudice (E P Dutton), "Si no me hubiera considerado menor en ese momento... no habría habido necesidad de un tutor para mí... [ni] de un tutor legal para mí...". [o] de un tutor legal para la persona de mi hijo ....". De esta falsedad -irrevocable e irremediable- dependían las corrientes de la vida de mi hijo y la mía propia".

## Juicio sobre la custodia
Influida por informes de detectives privados, así como de sirvientes de la familia y de Laura Morgan (que, según todos los relatos publicados, parece haber estado algo desequilibrada emocional y mentalmente y que testificó del lado de Mrs. Whitney en el juicio), los miembros de la familia Vanderbilt llegaron a creer que Gloria Morgan Vanderbilt era una mala influencia y descuidaba a su hija. Estalló una batalla por la custodia que llegó a los titulares nacionales en 1934. Como resultado de una gran cantidad de pruebas de oídas admitidas en el juicio, las escandalosas acusaciones sobre el estilo de vida de Vanderbilt -incluida una supuesta relación lésbica con Nadejda de Torby, la marquesa de Milford Haven, y un breve compromiso con Godofredo, príncipe de Hohenlohe-Langenburg—llevó a un nuevo estándar en el sensacionalismo de los periódicos sensacionalistas.
Vanderbilt perdió la custodia de su hija en favor de su cuñada Gertrude Vanderbilt Whitney. Concedida la patria potestad limitada, Vanderbilt podía ver a la joven Gloria los fines de semana en Nueva York. El tribunal también destituyó a Vanderbilt como administradora del fondo fiduciario de su hija, cuyos ingresos anuales por inversiones habían sido su única fuente de sustento. Dos años después, se reabrió el asunto de la custodia, dándole otra oportunidad de recuperar la tutela de su hija. Esta vez, el caso se llevó ante la Corte Suprema de los Estados Unidos. El tribunal declinó conocer del asunto y éste llegó de nuevo al New York Supreme Court. El resultado fue un acuerdo por el que Gloria pasaría más tiempo con su madre del que se le había concedido anteriormente. En 1946, la viuda volvió a ser noticia cuando su hija anunció que dejaría de pagar a su madre una asignación anual de 21.000 dólares. Afirmando que su madre podía trabajar y que ya lo había hecho en el pasado, Gloria Vanderbilt declaró que la asignación anual se destinaría ahora a una organización benéfica para niños ciegos y hambrientos.

## Años posteriores
Desde la década de 1940 hasta su muerte, Gloria y su hermana Thelma, Lady Furness, vivieron juntas en Nueva York y en Los Ángeles, California. Escribieron unas memorias dobles tituladas Double Exposure: A Twin Autobiography, publicado en 1958.
Vanderbilt murió en 1965 de cáncer y fue enterrada en el Cementerio de Holy Cross de Culver City, California.

## Retratos
- En 1978, Philip Van Rensselaer, escritor y miembro de la alta sociedad neoyorquina, escribió un libro sobre Gloria Morgan Vanderbilt titulado That Vanderbilt Woman.
- Gloria Morgan Vanderbilt fue interpretada por la actriz británica Lucy Gutteridge en la miniserie de televisión de 1982 Little Gloria ... Happy at Last.